# Léon de Sorel
Léon, marquis de Sorel, né en 1655 et mort le 4 novembre 1743 près de Melun, est un officier de marine et administrateur colonial français des XVIIe et XVIIIe siècles. Capitaine de vaisseau dans la Marine royale, il est gouverneur général de Saint-Domingue de 1719 à 1723. 

## Biographie
Léon descend de la Maison de Sorel, une famille noble originaire du bailliage de Noyon, en Picardie. Il est le fils de Charles de Sorel et de Jeanne du Montel.
Il commence sa carrière dans la Marine royale, et parvient au grade de capitaine de vaisseau et est inspecteur général des troupes d'infanterie quand, le 1er septembre 1718, il est nommé gouverneur général de Saint-Domingue. Il succède à ce poste au marquis de Châteaumorand. 
Le 6 décembre 1723, il est remplacé par le chevalier de La Roche-Allard. Nommé commandeur de Saint-Louis en 1728, il meurt non loin de Melun le 5 novembre 1743.

## Mariage et descendance
Il épouse à Brest, paroisse des Sept-Saints, le 9 avril 1699 (contrat à Rennes du 23 mars 1699), Marie Louise Marguerite de Marnière de Boisglé (1678-1705). De cette union naît un fils, Charles Gilles Léon (Brest, le 13 février 1700 - Brest, le 24 mai 1767), capitaine de vaisseau comme son père.
En 1708, il épouse en secondes noces Catherine Allain, veuve de Cosme de Séran. 

### Sources et bibliographie
- Guide des sources de l'Histoire des Antilles, Archives nationales, 1984